# Johann Wilhelm Bernhard von Hymmen
Johann Wilhelm Bernhard Hymmen, ab 1786 von Hymmen (* 1725 in Schwelm, Westfalen; † 9. April 1787 wohl in Berlin) war ein preußischer Jurist, Autor und Dichter aus der rheinischen Familie Hymmen.

## Leben

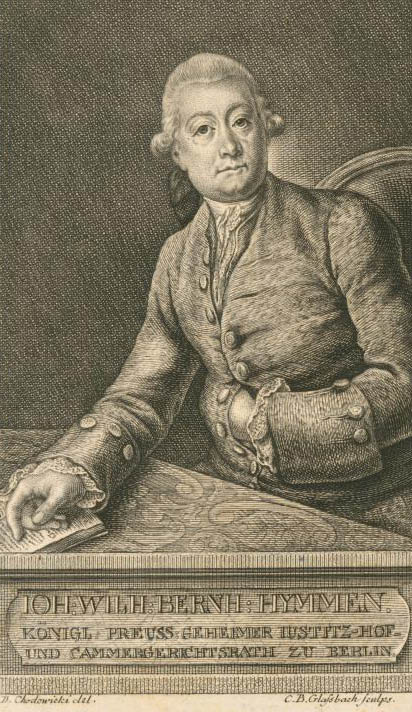
Johann Wilhelm Bernhard von Hymmen
(Kupferstich von Daniel Chodowiecki (1726–1801), Original in der New York Public Library)

Die bürgerlichen Vorfahren stammen mit dem ersterwähnten Hermann Hymmen aus Lüdenscheid. Die nächsten Generationen stellten den Juristen Reinhard Hymmen mit Hermann Heinrich Hymmen wiederum einen Richter. Letztgenannter idt der Großvater Hymmen`s, Reinhard von Hymmen der vater. Der Name der Mutter ist genealogisch ld. nicht überliefert.  
Hymmen selbst studierte die Rechtswissenschaften an den Universitäten Duisburg und Halle. Im Jahr 1769 trat er als Referendar ins Kammergericht Berlin ein, wurde dort auch Kammergerichtsrat, später Geheimer Justizrat beim Oberappellationssenat des Kammergerichts.
In seiner Freizeit betätigte er sich als Dichter und Autor juristischer Fachliteratur. So erwarb er mit der Herausgabe seiner „Beiträge zur juristischen Litteratur in den preußischen Staaten“ (1775–1787) und des „Repertorium über die Beiträge der juristischen Literatur in den preußischen Staaten“ (1790) hohe Verdienste im preußischen Justizwesen.
Am 2. Januar 1772 trat er der Strikten Observanz bei, war aber bald mit diesem „nichtigen Tempel“ unzufrieden, „verlangte Reelles“ und wandte sich daraufhin an den Orden der Gold- und Rosenkreuzer, der sich innerhalb der Freimaurerlogen der Großen National-Mutterloge „Zu den drei Weltkugeln“ als die „Geheimen Oberen“ und somit als offizielle Nachfolgeorganisation der Strikten Observanz ausgab. Diese Freimaurerlogen diente ihnen als finanzielle und personelle Grundlage, denn die Hälfte dieser Freimaurer war zugleich Mitglied der Rosenkreuzer. In Berlin bildeten sie sechs Zirkel zu etwa neun Personen, in denen sich seit den 1770er Jahren die orthodoxen Gegner der rationalistischen Aufklärung sammelten und denen ein Zirkeldirektor vorstand. Hymmen war einer von ihnen und stand dem Zirkel Hilarius vor, der aber nur kurz bestand. Lange Zeit war er zudem einer der Ratgeber des Prinzen Friedrich August von Braunschweig.
1776 war Hymmen Abgeordneter des Konvents in Wiesbaden und glaubte an Gottlieb Freiherr von Gugomos’ Weisheit.
Zumindest in den Jahren 1772 bis 1782 korrespondierte er mehrfach mit seinem Dichter-Kollegen Johann Wilhelm Ludwig Gleim (1719–1803) und noch kurz vor dessen Tod mit dem jung verstorbenen Dichter Johann Benjamin Michaelis (1746–1772).
Hymmen wurde am 2. Oktober 1786 in Berlin als Geheimer Justizrat beim Oberappellationssenat des Kammergerichts Berlin in den preußischen Adelsstand erhoben. Sein Enkel war der preußische Landrat Eberhard von Hymmen.

## Werke (Auswahl)
- Crata Repoa oder Einweihung in der alten geheimen Gesellschaft der Aegyptischen Priester. Hrsg. Karl Friedrich Koeppen, Johann Wilhelm Bernhard Hymmen, 1770.
- Sieben neue Freymäurerlieder. Verlag Decker, Berlin 1776.
- Neue Freymäurerlieder mit angehängten Freymäurergesundheiten. Verlag Decker, Berlin 1772.
- Freymäurer-Bibliothek. Hrsg. Johann Alexander Hemmann, Johann Wilhelm Bernhard von Hymmen, Teile 1–6 in 2 Bänden, Verlag Christian Gottfried Schöne, 1782–1793.
- Vierzig Freymäurerlieder, in Musik gesetzt von Naumann, 2. Auflage, Verlag Himburg, Berlin 1784.
- Cinq chansons maçonniques. In: Sammlung neuer Freimaurer-Reden. Verlag Decker, Berlin.